# Колон (дебело црево)
Колон (лат. intestinum colon) је део дебелог црева (лат. intestinum crassum) који се наставља на слепо црево (лат. intestinum cecum), а прелази у задње црево (лат. intestinum rectum). Вода се овде апсорбује, а преостали отпадни материјал се складишти у ректуму као измет пре него што се уклони дефекацијом. Дебело црево је најдужи део дебелог црева, и термини се често користе наизменично, али већина извора дефинише дебело црево као комбинацију цекума, колона, ректума и аналног канала. Неки други извори искључују анални канал.
Колон се може поделити на:
- узлазно дебело црево, узлазни колон или узлазно ободно црево – лат.
- попречно дебело црево, попречни колон или попречно ободно црево – лат.
- силазно дебело црево, силазни колон или силазно ободно црево – лат.
- завијено (сигмоидно) дебело црево, сигмоидни колон или завијено црево –

Узлазни део полази од десне бедрене јаме, у којој је смештено слепо црево, и пружа се навише кроз десни бочни део стомака до доње стране јетре. Овде црево скреће нагло улево и гради тзв. десну кривину колона. Од ове кривине, преко пупчаног предела, до левог хипохондријачног предела се пружа попречни део црева и на том месту оно скреће нагло надоле и гради леву кривину колона. Од ње се спушта нисходни део дебелог црева низ леви бочни део трбушне дупље све до леве бедрене јаме. Од ове јаме полази сигмоидни део који се у пределу 3. сакралног кичменог пршљена наставља у чмарно црево. Сигмоидни део има облик латиничног слова S.

## Структура
Колон дебелог црева је последњи део дигестивног система. Има сегментиран изглед због низа врећица званих хаустра. Извлачи воду и со из чврстог отпада пре него што се елиминише из тела и место је на коме долази до ферментације неапсорбованог материјала од стране цревне микробиоте. За разлику од танког црева, дебело црево не игра главну улогу у апсорпцији хране и хранљивих материја. Око 1,5 литара или 45 унци воде стиже у дебело црево сваког дана.
Колон је најдужи део дебелог црева и његова просечна дужина код одраслог човека је 65 инча или 166  (опсег од 80 до 313 ) за мушкарце, и 61 инча или 155  (опсег од 80 до 214 ) за жене.

### Секције
Код сисара, дебело црево се састоји од цекума (укључујући црвуљак), дебелог црева (најдужи део), ректума и аналног канала.
Четири дела дебелог црева су: узлазно дебело црево, попречно дебело црево, силазно дебело црево и сигмоидно дебело црево. Ови делови се окрећу на флексури колике.
Делови дебелог црева су било интраперитонеални или иза њега у ретроперитонеуму. Ретроперитонеални органи, генерално, немају потпуну покривеност перитонеума, па су фиксирани на месту. Интраперитонеални органи су потпуно окружени перитонеумом и стога су покретни. Од дебелог црева, узлазни колон, силазни колон и ректум су ретроперитонеални, док су цекум, слепо црево, попречни колон и сигмоидни колон интраперитонеални. Ово је важно, јер утиче на то којим органима се може лако приступити током операције, као што је лапаротомија.
Што се тиче пречника, цекум је најшири, у просеку је нешто мање од 9 cm код здравих особа, а попречно дебело црево је у просеку мање од 6 cm у пречнику. Силазно и сигмоидно дебело црево су нешто мања, са просечним пречником сигмоидног колона 4–5 cm. Пречници већи од одређених прагова за сваки део дебелог црева могу бити дијагностички за мегаколон.

#### Узлазно дебело црево
Узлазно дебело црево је први од четири главна дела дебелог црева. Повезан је са танким цревом делом црева који се зове цекум. Узлазно дебело црево иде нагоре кроз трбушну дупљу према попречном дебелом цреву за отприлике 20 .
Једна од главних функција дебелог црева је да уклони воду и друге кључне хранљиве материје из отпадног материјала и да их рециклира. Како отпадни материјал излази из танког црева кроз илеоцекални залистак, он ће се кретати у цекум, а затим у узлазно дебело црево где почиње овај процес екстракције. Отпадни материјал се перисталтиком пумпа према горе ка попречном колону. Узлазно дебело црево је понекад причвршћено за слепо црево преко Герлаховог залиска. Код преживара, узлазно дебело црево је познато као спирално дебело црево. Узимајући у обзир све узрасте и пол, рак дебелог црева се најчешће јавља овде (41%).

#### Силазно дебело црево
Силазно дебело црево је део дебелог црева од флексуре слезине до почетка сигмоидног колона. Једна функција силазног дебелог црева у дигестивном систему је складиштење измета који ће се испразнити у ректум. Ретроперитонеално је код две трећине људи. У другој трећини има (обично кратак) мезентеријум. Артеријско снабдевање долази преко леве количне артерије. Силазно дебело црево се назива и дистално црево, јер је даље дуж гастроинтестиналног тракта од проксималног црева. У овом региону је цревна флора веома густа.